# 제15회 인디다큐페스티발
제15회 인디다큐페스티발은 2015년 3월 26일에 열린 시상식이다.

## 수상 및 후보

### 관객상
- 니가 필요해 - 김수목 수상

### 국내 신작전
- 김 알렉스의 식당 : 안산-타슈켄트 - 김소영
- 대답해줘 - 김연실
- 명령불복종 교사 - 서동일
- 몽테뉴와 함께 춤을 - 이은지
- 미디어로 행동하라 in 삼척 - 미디어로 행동하라 in 삼척 제작팀
- 밀양, 반가운 손님 - 하샛별 외 4명
- 붕괴 - 이원우
- 서둘러 천천히 - 현영애
- 소꿉놀이 - 김수빈
- 아들의 시간 - 원태웅
- 옥포 조선소 - 배윤호
- 의자가 되는 법 - 손경화
- 잡식가족의 딜레마 - 황윤
- 지나가는 사람들 - 김경만
- 탈선derailed - 권현준
- 감정의 시대: 서비스 노동의 관계미학 - 김숙현
- 굿바이 - 섹 알마문
- 기록 - 노수진
- 부자 - 윤지수
- 비보이가 되다 - 오민석
- 소나무씨에게 - 김희봉
- 어떤 둘째 - 구대희
- 어머니가방에들어가신다 - 장윤미
- 용산 전쟁 - 진형민
- 이 시대의 사랑 - 전성연
- 인터뷰 프로젝트-놀림픽 - 미영 외 1명
- 트라우마는 인간의 뇌에 어떠한 영향을 미치는가? - 전승일
- 편지 - 이현정
- 하드보일드 원더랜드 - 허욱
- 24 - 명소희
- 아빠가 죽으면 나는 어떡하지? - 남순아
- 찍으라는 영화는 안 찍고 - 송이
- 우리보고 죽우란 말이냐 - 고상현
- 스와니-1989 아세아스와니 원정투쟁의 기록 - 오두희

### 올해의 초점
- 물속의 도시 - 김응수
- 뜻밖의 수업 - 민환기 외1명
- 목숨 - 이창재
- 오디오 비주얼 필름 크리틱 - 권은혜 외11명

### 아시아의 초점
- 산리즈카에 살다: 나리타 이야기 - 다이시마 하루히코 외1명
- 우리에게 허락된 특별한 시간의 끝 - 오타 신고
- 보이지 않는 수갑 - 김성웅
- 진실을 밝혀라 2: 국가기구 - 케빈 리
- 4891 - 황 팅푸
- 옥문 - 황 샹 외2명
- 아오루기아의 마지막 큰 사슴 - 구 타오

### 다큐멘터리 발언대
- 바다에서 온 편지 - 세월호참사국민대책회의 미디어팀
- 거리에서 온 편지 - 하샛별 외4명
- 밀양 아리랑 - 박배일